# U-377
U-377 — средняя немецкая подводная лодка типа VIIC времён Второй мировой войны.

## История
Заказ на постройку субмарины был отдан 16 октября 1939 года. Лодка была заложена 8 апреля 1940 года на верфи Ховальдсверке, Киль, под строительным номером 8, спущена на воду 15 августа 1941 года, вошла в строй 2 октября 1941 года под командованием капитан-лейтенанта Отто Кюлера.

### Командиры
- 2 октября 1941 года — 2 августа 1943 года Отто Кюлер
- 3 августа 1943 года — 17 января 1944 года оберлейтенант цур зее Герхард Клют
- 22 сентября — 10 октября 1943 года Эрнст-Август Герке

### Флотилии
- 2 октября 1941 года — 1 февраля 1942 года — 6-я флотилия (учебная)
- 1 февраля — 30 июня 1942 года — 6-я флотилия
- 1 июля 1942 года — 28 февраля 1943 года — 11-я флотилия
- 1 марта 1943 года — 17 января 1944 года — 9-я флотилия

### История службы
Лодка совершила 12 боевых походов, успехов не достигла.
Существуют три версии гибели лодки. В сентябре 2003 года один из исследователей, чей отец входил в пропавший экипаж U-377, обосновал, что лодка была потоплена 17 января 1944 года в Северной Атлантике к юго-западу от Ирландии, в районе с координатами 49°39′ с. ш. 20°10′ з. д. глубинными бомбами с британского эсминца HMS Wanderer и британского фрегата HMS Glenarm. 52 погибших (весь экипаж).
Во многих более ранних источниках указывается, что лодка была потоплена 15 января 1944 года своей собственной акустической торпедой типа Т-5 (примерные координаты 46° с. ш. 20° з. д.). В тот день командование кригсмарине получило по крайней мере два неподписанных закодированных аварийных сигнала, но по крайней мере один из них был отправлен с U-305.
По третьей версии U-377 была потоплена 15 января 1944 года в Атлантике ракетами и глубинными бомбами с самолётов американского эскортного авианосца USS Santee.

### Волчьи стаи
U-377 входила в состав следующих «волчьих стай»:
- Ritter 14 февраля — 20 февраля 1943
- Neptun 20 февраля — 3 марта 1943
- Amsel 25 апреля — 4 мая 1943
- Amsel II 4 — 6 мая 1943
- Elbe 2 11 мая — 13 мая 1943
- Leuthen 26 августа — 22 сентября 1943

### Атаки на лодку
- 22 сентября 1943 года лодку атаковал «Либерейтор». Командир Клют был ранен, в порт U-377 привёл старпом.